# Rehabilitationszentrum Meidling

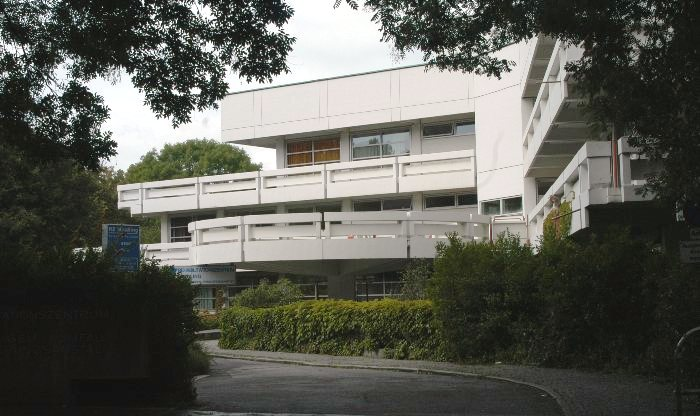
Eingang zum Rehabilitationszentrum Meidling

Das AUVA-Rehabilitationszentrum Meidling in der Köglergasse 2a im 12. Wiener Gemeindebezirk Meidling grenzt an das Unfallkrankenhaus Meidling und wird wie dieses von der Allgemeinen Unfallversicherungsanstalt AUVA betrieben.

## Geschichte
Das Rehabilitationszentrum Meidling wurde zwischen 1966 und 1968 nach Plänen der Architekten Gustav Peichl und Rudolf Weber errichtet. Die Eröffnung nahm am 6. Mai 1968 der österreichische Bundespräsident Franz Jonas vor.

## Aufgabe
Die Hauptaufgabe des Rehabilitationszentrum Meidling ist die Rehabilitierung von Menschen, die bei einem Arbeitsunfall ein Schädel-Hirn-Trauma SHT erlitten haben, wobei dieses Rehabilitationszentrum das Einzige österreichweit ist, das nur solchen Patienten gewidmet ist.

## Ausstattung
- EEG
- EMG inklusive Therapie mit Botulinustoxin-Therapie
- NLG
- Stabilometrie
- Evozierte Potentiale (alle Modalitäten inkl. Magnetstimulation)
- Physiotherapie inklusive Lokomotionstherapie (Laufband), redressierenden Maßnahmen, Manualtherapie
- Ergotherapie inklusive berufsvorbereitender Werkstätten-ET (Arbeitstherapie)
- Logopädie inklusive Dysphagie-Therapie
- Neuropsychologie inklusive Neuro-Training

Für Untersuchungen mit dem Computertomografen, dem Magnetresonanztomografen sowie das Labor stehen die Einrichtungen des benachbarten Unfallkrankenhauses zur Verfügung.
In dem ungefähr 50 Betten umfassenden Rehabilitationszentrum werden jährlich mehr als 300 Patienten behandelt.

## Auszeichnungen
- Österreichischer Bauherrenpreis 1968